# Abfolge der konsonantischen Stärke
Die Abfolge der konsonantischen Stärke ist ein sprachwissenschaftliches Konzept Theo Vennemanns, das die Silbenstruktur der Lautklassen der Konsonanten beschreibt. Die Abfolge verläuft entgegengesetzt zur Sonoritätshierarchie.
Die Konsonanten werden abgestuft nach Lautheit den einzelnen Lautklassen zugeordnet.

## Rangordnung
Die Abfolge der konsonantischen Stärke verläuft von den stimmlosen Plosiven mit zunehmender Lautstärke zu den niedrigen Vokalen („Die Sprachlaute werden lauter“):
- stimmlose Plosive /p,t,k/
- stimmhafte Plosive /b,d,g/
- stimmlose Frikative /f,s/
- stimmhafte Frikative /v,z/
- Nasale /m,n,Ν/
- laterale Liquide (l-Laute) /l/
- zentrale Liquide (r-Laute) /r/
- hohe Vokale /i,u/
- mittlere Vokale /e,o/
- niedrige Vokale /a/